# Retorns
Els Retorns (en grec antic: Νόστοι, Nóstoi, literalment 'Retorns a casa') és un poema èpic de la literatura grega, avui perdut, que formava part del cicle troià. Explicava els fets que cronològicament se situen darrere la Iliupersis (El saqueig de Troia) i abans dels fets descrits a l'Odissea.
L'autor dels Retorns és incert, Els antics l'atribuïen a Hàgies de Trezè, a Hegèsies de Salamina, a Homer i a un desconegut Eumolp (Εὔμολπος), que potser era Eumel de Corint. El poema estava format per cinc llibres en hexàmetres dactílics, i es degué escriure entre el segle vii aC i el segle vi aC, encara que les dates són dubtoses.
El mite dels retorns és un recurs de la mitologia grega per explicar un fet històric real, ocorregut al final de l'època micènica i coincident parcialment amb el col·lapse de l'edat del bronze, en el qual es produïren diverses migracions a la Mediterrània oriental. També serveix per explicar el final de l'Edat heroica i per atribuir un fundador a nombroses ciutats, establertes, segons el mite, per herois en el seu retorn de la Guerra de Troia (el més conegut és el viatge d'Enees fins a Itàlia).

## Argument
Els Retorns parlen de la tornada a casa dels herois grecs una vegada acabada la Guerra de Troia. El contingut es coneix per un resum de la Crestomatia atribuïda a Procle, que es creu que era possiblement el filòsof Procle, encara que hi ha autors que diuen que era el gramàtic del segle ii Eutiqui Procle.
El poema comença quan els grecs es preparen per tornar cap a Grècia. La deessa Atena està enfurismada pel comportament impiu dels grecs durant el saqueig de Troia, com s'explica a Iliupersis. Agamèmnon queda enrere per apaivagar la deessa, Diomedes i Nèstor parteixen immediatament i arriben a casa seva sans i estalvis. Menelau se'n va, però es troba amb una tempesta i perd la major part de les seves naus. Arriba a Egipte, on està alguns anys. Els que van marxar per terra amb l'endeví Calcant, Amfíloc, Leonteu, Podaliri i Polipetes van fer cap a Colofó, on Calcant mor.
Quan Agamèmnon es prepara per partir, se li apareix el fantasma (εἴδωλον) d'Aquil·les i li prediu el seu destí. Agamèmnon fa un sacrifici que li sembla propiciatori i se'n va. Neoptòlem rep la visita de la seva àvia Tetis, que li diu que faci més sacrificis als déus. Zeus envia una tempesta sobre Agamèmnon i els seus, a petició d'Atena, i Àiax el Petit mor damunt de les roques Cafèrides, a l'extrem sud d'Eubea. Neoptòlem segueix el consell de Tetis i torna a casa per terra. A Maronea es troba amb Odisseu, que hi havia arribat per mar. Neoptòlem arriba a casa seva, encara que Fènix, el seu company, va morir pel camí, i li va celebrar uns funerals. Quan arriba, és reconegut pel seu avi Peleu.
Agamèmnon arriba al seu país i la seva esposa Clitemnestra juntament amb el seu amant Egist, el maten. Parla després de la venjança d'Orestes. Finalment Menelau torna d'Egipte.
El sol heroi que no ha tornat a casa al final dels Retorns és Odisseu, de qui s'explicaran les peripècies a l'Odissea.